# مطار دونج هوا

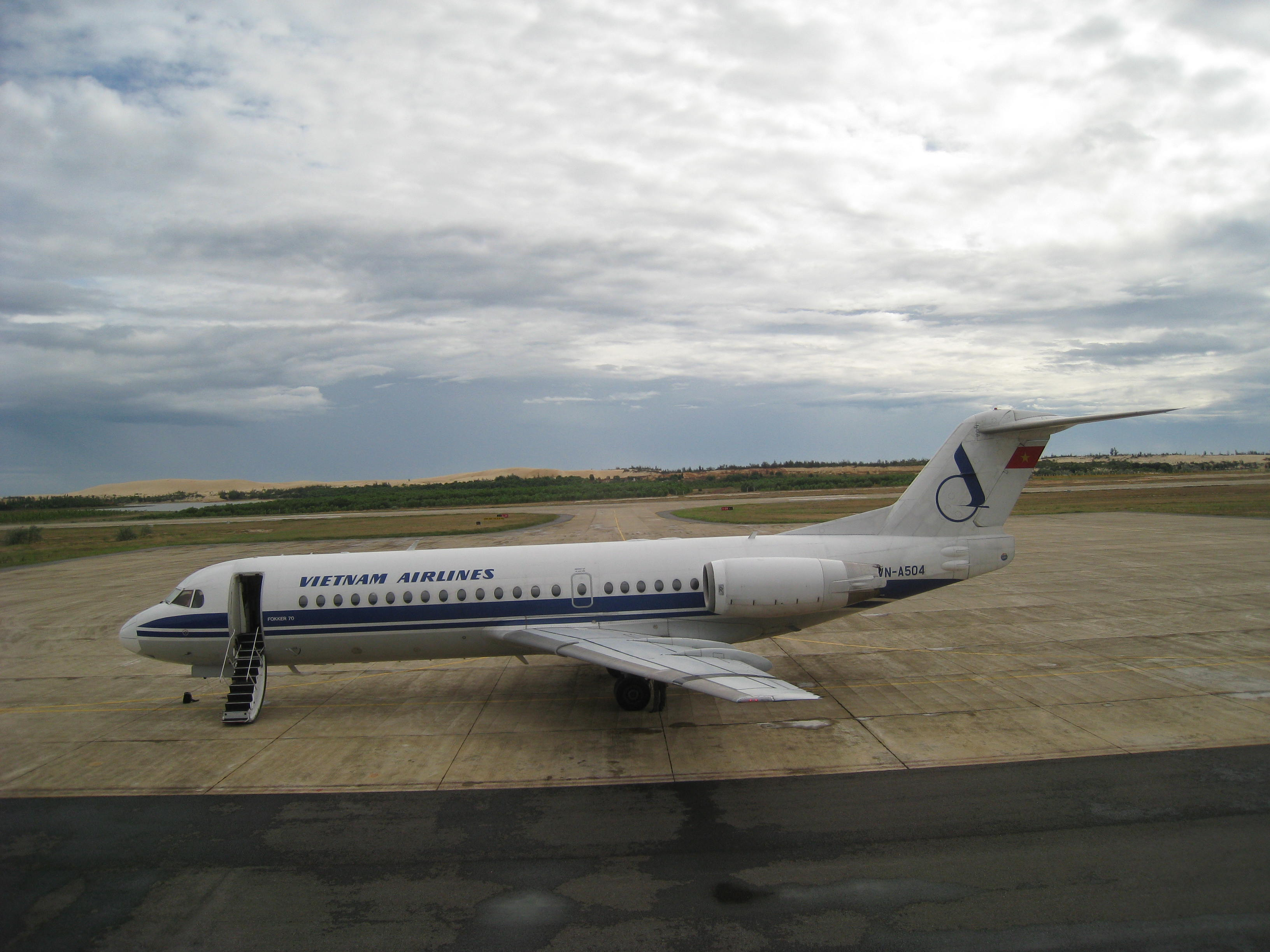
طائرة فوكر 70 كانت تشغلها VASCO سابقًا في مطار دونغ هوا

مطار دونج هوا (إياتا: VDH، إيكاو: VVDH) (بالفيتنامية: Cảng hàng không Đồng Hới أو Sân bay Đồng Hới) يقع في مقاطعة كوانج بنه في فيتنام، بني هذا المطار من قبل المستعمرين الفرنسيين في الثلاثينيات من القرن العشرين خلال حرب فيتنام، واستخدم لنقل البضائع والأشخاص من شمال فيتنام إلى جنوبها.
في 30 أغسطس 2004م بدات عملية إعادة إعمار المطار وانتهت هذه العمليات في مايو 2008. تتم الآن تسيير الرحلات مع هانوي.

## شركات الطيران والوجهات
| شركـات طيـران                         | الوجهات                                       |
| ------------------------------------- | --------------------------------------------- |
| بامبو إيرويز                          | مطار نوي باي الدولي، مطار تان سون نهات الدولي |
| Hai Au Aviation                       | عارض: مطار دا نانغ الدولي                     |
| Pacific Airlines                      | مطار تان سون نهات الدولي، مطار نوي باي الدولي |
| خطوط فيت جيت                          | مطار تان سون نهات الدولي                      |
| الخطوط الجوية الفيتنامية              | مطار نوي باي الدولي، مطار تان سون نهات الدولي |
| الخطوط الجوية الفيتنامية تديرها VASCO | مطار نوي باي الدولي                           |